# Салангана філіпінська
Саланга́на філіпінська (Collocalia isonota) — вид серпокрильцеподібних птахів родини серпокрильцевих (Apodidae). Ендемік Філіппін. Раніше вважався конспецифічним з білочеревою саланганою, однак був визнаний окремим видом.

## Опис
Довжина птаха становить 9-10 см. Спина і верхня сторона крил тьмяні, темно-сині з легким зеленим відблиском. Бліді краї пер на надхвісті формують світлу пляму. Горло і верхня частина грудей темно-сірі, пера на них мають вузькі білі краї. Пера на нижній частині грудей і бока мають більш широкі сіруваті краї, на животі вони білі. Великий палець, направлений назад, покритий пір'ям. Порівняно зі спорідненими видами, у філіпінських саланган відсутні білі плями на внутрішніх опахалах стернових пер.

## Підвиди
Виділяють два підвиди:
- C. i. isonota Oberholser, 1906 — північ Лусону;
- C. i. bagobo Hachisuka, 1930 — гори на острові Міндоро, Мінданао, острови Сулу.

## Поширення і екологія
Філіпінські салангани мешкають на півночі і півдні Філіппінського архіпелагу. Вони живуть переважно у вологих тропічних лісах, серед скель. Гніздяться в печерах і серед скель. Живляться комахами, яких ловлять в польоті.